# Nadleśnictwo Spała
Nadleśnictwo Spała – jedno z nadleśnictw Regionalnej Dyrekcji Lasów Państwowych w Łodzi. Jest położone w powiecie tomaszowskim (województwo łódzkie). Podzielone jest na dwa obręby leśne (Lubochnia i Spała), w skład których wchodzi po 5 leśnictw.
Obszar zasięgu terytorialnego Nadleśnictwa Spała wynosi 454,40 km². Grunty w zarządzie nadleśnictwa zajmują obecnie 15 521,97 ha. Lasy nadleśnictwa położone są na terenie ośmiu gmin: Budziszewice, Czerniewice, Inowłódz, Lubochnia, Rzeczyca, Tomaszów Mazowiecki, Ujazd i Żelechlinek. Terytorialny zasięg działania nadleśnictwa obejmuje obszar pomiędzy 19° 56’ a 20° 27’ długości geograficznej wschodniej na odcinku 34 km oraz pomiędzy 51° 31’ a 51° 46’ szerokości geograficznej północnej na odcinku 29 km. Główny kompleks lasów nadleśnictwa obejmujący większość powierzchni leśnej obrębów Lubochnia i Spała położony jest bezpośrednio na północ od Tomaszowa Mazowieckiego i Inowłodza sięgając do miejscowości Rękawiec i Czerniewice; na zachód dochodzi do Ujazdu, a na wschodzie do miejscowości Żądłowice. Mniejsze kompleksy, znacznie porozrzucane, położone są w większości na północ i północny wschód w stosunku do głównych obszarów leśnych.
Z Nadleśnictwem Spała sąsiadują:
- od północy – Nadleśnictwo Skierniewice,
- od wschodu – Nadleśnictwo Grójec RDLP Radom,
- od południa – Nadleśnictwo Smardzewice i Nadleśnictwo Opoczno,
- od zachodu – Nadleśnictwo Brzeziny.

W stosunku do stanu IV rewizji urządzania lasu aktualna powierzchnia ogólna Nadleśnictwa Spała uległa zmniejszeniu o 27,20 ha, czyli o 0,18%. Zmiany powierzchniowe w stanie posiadania nadleśnictwa nastąpiły głównie za sprawą przekazania w Obrębie Lubochnia gruntów leśnych pod przebudowę trasy szybkiego ruchu Katowice-Warszawa na drogę ekspresową S8.